# Marco Shores-Hammock Bay
Marco Shores-Hammock Bay statisztikai település az USA Florida államában, Collier megyében. Lakosainak száma 957 fő (2020. április 1.).

## Népesség
A település népességének változása:

| 2020 | 957 |